# かなえ (企業)
株式会社かなえ（かぶしきかいしゃかなえ、英語: Kanae Publishing Co.,Ltd）は、グラフ誌の復刻版や、業界研究誌などの学術研究書を刊行する日本の出版社。

## 概要
2021年（令和3年）3月3日に設立。同年9月の『国際写真情報』復刻版（戦後編 1951年～1954年)第1回配本・配信から出版事業を開始した。

## 主なビブリオグラフィ
- 「国際写真情報」復刻版
- 「毎日グラフ」復刻版
- 「日本と世界のメディア×コンテンツ市場データベース2022年速報版」
- 「日本と世界のメディア×コンテンツ市場データベース集成版」
- 「ソビエトグラフ復刻 ⽇本語版」
- 「世界⼤戦グラフ誌集成」
- 「満洲帝國國勢グラフ復刻版」
- 「良友復刻版」
- 「民俗臺灣 復刻版」
- 「安⽥銀⾏営業報告書附安⽥銀⾏60年史」
- 「山一證券営業報告書附⼭⼀證券の百年」
- 「LOOK 復刻版」
- 「鉄道雑誌集成　国鉄・地下鉄編」
- 「観光経済新聞 復刻版」
- 「東電グラフ 復刻版」
- 「週刊NHKラジオ新聞復刻版」